# Tetrastemma quatrefagesi
Tetrastemma quatrefagesi är en djurart som tillhör fylumet slemmaskar, och som först beskrevs av Heinrich Bürger 1904.  Tetrastemma quatrefagesi ingår i släktet Tetrastemma och familjen Tetrastemmatidae. Inga underarter finns listade i Catalogue of Life.